# Исикава, Сёко
Сёко Исикава (яп. 石川 翔子 Исикава Сё:ко, ромадзи: Ishikawa Shoko; род. 12 мая 1990 г.) — японская фигуристка, бронзовая медалистка чемпионата Японии среди юниоров. По данным на апрель 2012 года, занимает 73 место в рейтинге Международного союза конькобежцев (ИСУ).
Исикава родилась в Токио, кататься начала во втором классе школы. С сезона 2009—2010 принимала участие во «взрослых» соревнованиях. Её тренируют Нобуо Сато и Кумико Сато.

## Достижения
| Соревнование                    | 2003—04 | 2004—05 | 2005—06 | 2006—07 | 2007—08 | 2008—09 | 2009—10 | 2010—11 | 2011—12 |
| ------------------------------- | ------- | ------- | ------- | ------- | ------- | ------- | ------- | ------- | ------- |
| Чемпионаты Японии               |         |         |         |         | 8       |         | 26      | 9       | 15      |
| Чемпионаты Японии среди юниоров | 11      | 22      | 6       | 12      | 3       | 6       |         |         |         |
| NHK Trophy                      |         |         |         |         |         |         | 10      |         | 10      |
| Мемориал Ондрея Непелы          |         |         |         |         |         |         |         |         | 2       |
| NRW Trophy                      |         |         |         |         |         |         |         | 1       |         |
| Зимние Универсиады              |         |         |         |         |         |         |         | 5       |         |
| Crystal Skate of Romania        |         |         |         |         |         |         | 3       |         |         |